# Abdulmalek Al-Khaibri
Abdulmalek Al-Khaibri est un footballeur international saoudien né le 13 mars 1986 à Riyad en Arabie saoudite. Il évolue au poste de milieu de terrain à Al-Shabab.

## Carrière

### En sélection
Il joue son premier match en équipe d'Arabie saoudite le 17 novembre 2010, en amical contre le Ghana (score : 0-0).
Il est ensuite convoqué pour disputer la Coupe du monde 2018 qui se déroule en Russie.

## Palmarès
- Champion d'Arabie saoudite en 2012 avec Al-Shabab ; en 2017 et 2018 avec Al-Hilal
- Vainqueur de la Coupe de la Fédération d'Arabie saoudite en 2009 et 2010 avec Al-Shabab
- Vainqueur de la Coupe du Roi des champions d'Arabie saoudite en 2009 et 2014 avec Al-Shabab ; en 2017 avec Al-Hilal
- Vainqueur de la Supercoupe d'Arabie saoudite en 2014 avec Al-Shabab